# Perlodes jurassicus
Perlodes jurassicus is een steenvlieg uit de familie Perlodidae. De wetenschappelijke naam van de soort is voor het eerst geldig gepubliceerd in 1946 door Aubert.